# Kanton Blangy-sur-Bresle
Kanton Blangy-sur-Bresle (fr. Canton de Blangy-sur-Bresle) je francouzský kanton v departementu Seine-Maritime v regionu Horní Normandie. Skládá se ze 19 obcí.

## Obce kantonu
- Aubermesnil-aux-Érables
- Bazinval
- Blangy-sur-Bresle
- Campneuseville
- Dancourt
- Fallencourt
- Foucarmont
- Guerville
- Hodeng-au-Bosc
- Monchaux-Soreng
- Nesle-Normandeuse
- Pierrecourt
- Réalcamp
- Rétonval
- Rieux
- Saint-Léger-aux-Bois
- Saint-Martin-au-Bosc
- Saint-Riquier-en-Rivière
- Villers-sous-Foucarmont